# Scomberomorus multiradiatus
Scomberomorus multiradiatus är en fiskart som beskrevs av Munro, 1964. Scomberomorus multiradiatus ingår i släktet Scomberomorus och familjen makrillfiskar. IUCN kategoriserar arten globalt som livskraftig. Inga underarter finns listade i Catalogue of Life.